# Nu turco napulitano
Nu turco napulitano (Un turco napoletano) è una commedia in tre atti scritta da Eduardo Scarpetta nel 1888, tratta da Le Parisien di A. N. Hennequin. Si tratta di una delle sue opere più famose tanto è vero che nel 1953, a distanza di sessantacinque anni dalla prima, il regista Mario Mattoli, la Lux Film e gli attori Totò, Carlo Campanini e Mario Castellani ne hanno ricavato un film, intitolato appunto Un turco napoletano.

## Trama
A Napoli il bottegaio Don Pasquale è di fronte a una decisione importante per la sua famiglia: far sposare la figlia Lisetta con il signorotto Don Carluccio.
Infatti l'uomo oltre ad essere molto timido, è preda di una gelosia irrefrenabile nei confronti della moglie e delle figlie, per questo decide di convocare qualcuno che possa badare alle figlie nei pochi giorni che separano Lisetta dalle annunciate nozze.
La scelta cade su un turco eunuco consigliatogli da un suo amico, il quale però viene sostituito dal ladruncolo napoletano Felice Sciosciammocca che si presenta a casa di Pasquale con la lettera raccomandata. Don Pasquale crede alle sue parole e così mette subito al lavoro Felice che ne combinerà di tutti i colori, scontrandosi anche con Don Carluccio, rifiutato senza preavviso da Lisetta.
La situazione peggiora quando, durante una festa organizzata da Pasquale in onore del tanto annunciato fidanzamento tra Carluccio e Lisetta, questa si arrabbia ripudiando il suo spasimante che monta su tutte le furie, dichiarando che il giorno dopo, se Lisetta non lo avesse accettato scusandosi, avrebbe messo a soqquadro la bottega di Pasquale.
Ora tutti sono nelle mani di Don Felice che il giorno dopo, quando si presenta Carluccio esigendo le scuse di Lisetta, gli assesta una miriade di pugni, facendolo fuggire via. Finalmente Lisetta può sposarsi col ragazzo che ama.